# Кинеярви
Кинеярви — озеро на территории Ведлозерского сельского поселения Пряжинского района Республики Карелия.

## Общие сведения
Площадь озера — 1 км². Располагается на высоте 59,4 метров над уровнем моря.
Форма озера лопастная, продолговатая: вытянуто с северо-запада на юго-восток. Берега каменисто-песчаные, местами заболоченные.
Через Кинеярви протекает река Кура, впадающая в Видлицу.
В озере не менее десятка островов различной площади, однако их количество может варьироваться в зависимости от уровня воды.
С востока от озера проходит дорога местного значения 86К-1 («Видлица — Кинелахта — Ведлозеро»).
Населённые пункты возле озера отсутствуют. Ближайший — посёлок Кинелахта — расположен в 2 км к ЮЮВ от озера.
Код объекта в государственном водном реестре — 01040300211102000014480.